# 德古依爾風車

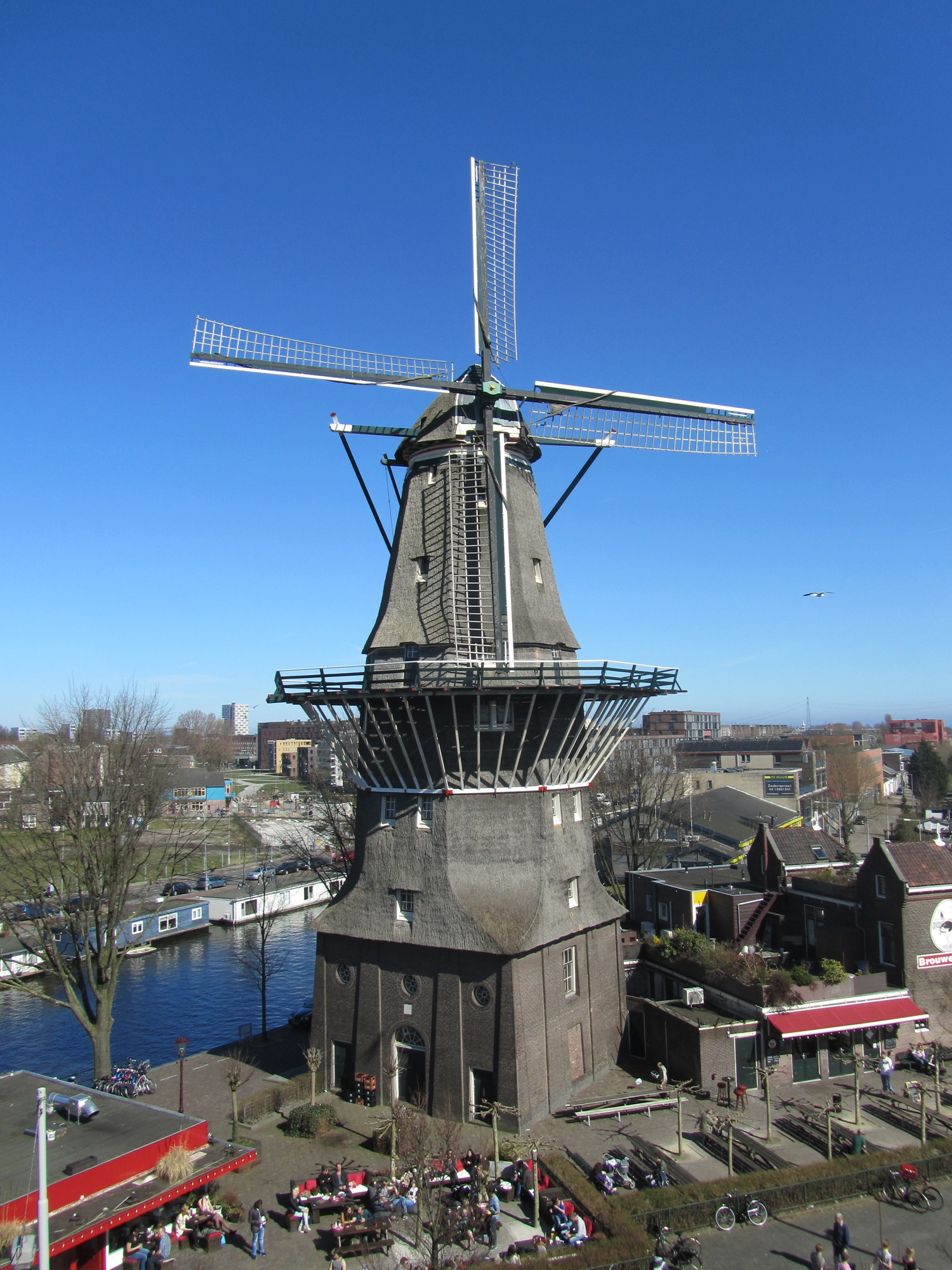

德古依爾風車（荷蘭語：De Gooyer）是位於荷蘭首都阿姆斯特丹市的一座風車。德古依爾風車是荷蘭最高的木製風車，也是荷蘭的國家紀念建築。

## 画廊

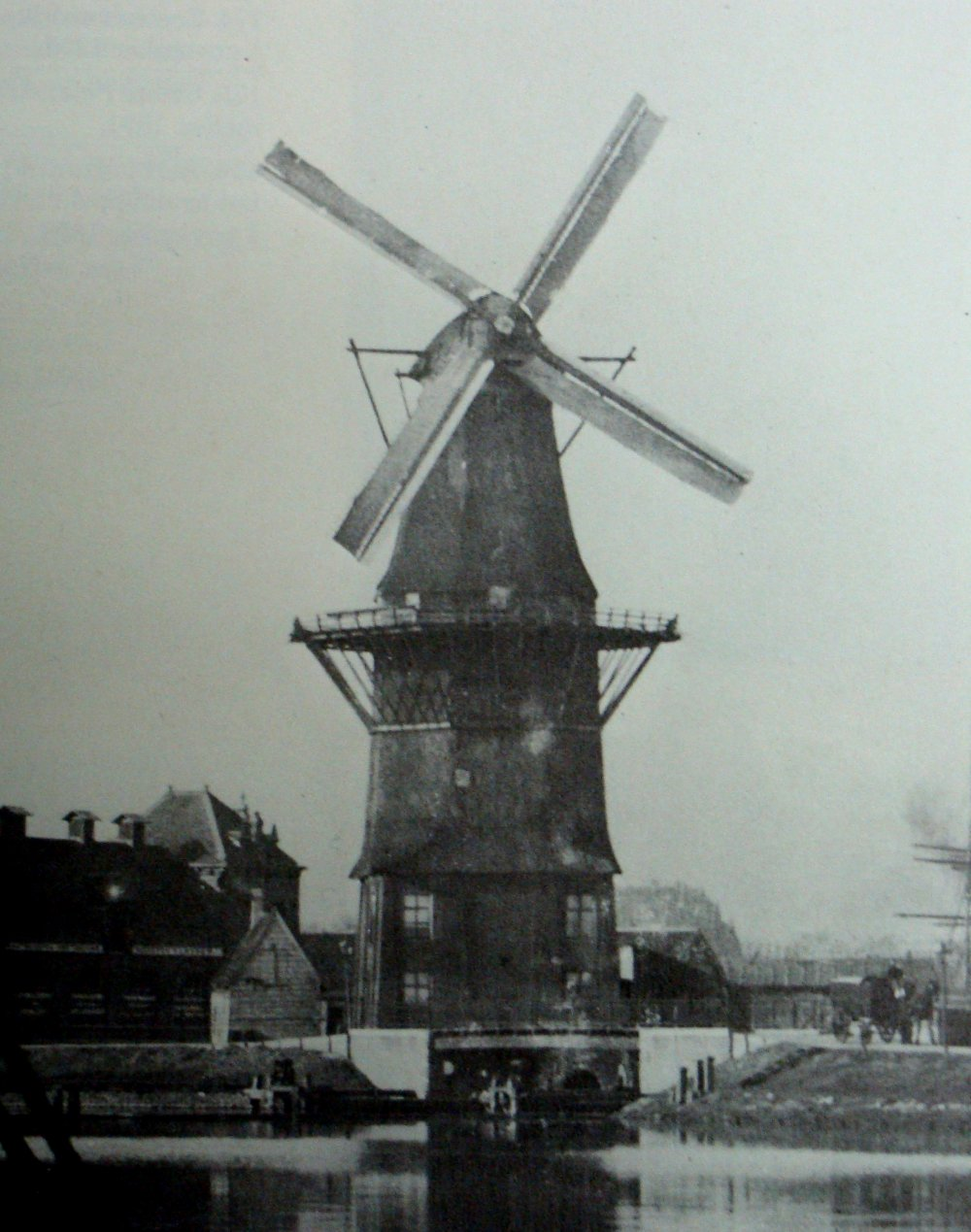
1896的风车, Jacob Olie拍摄
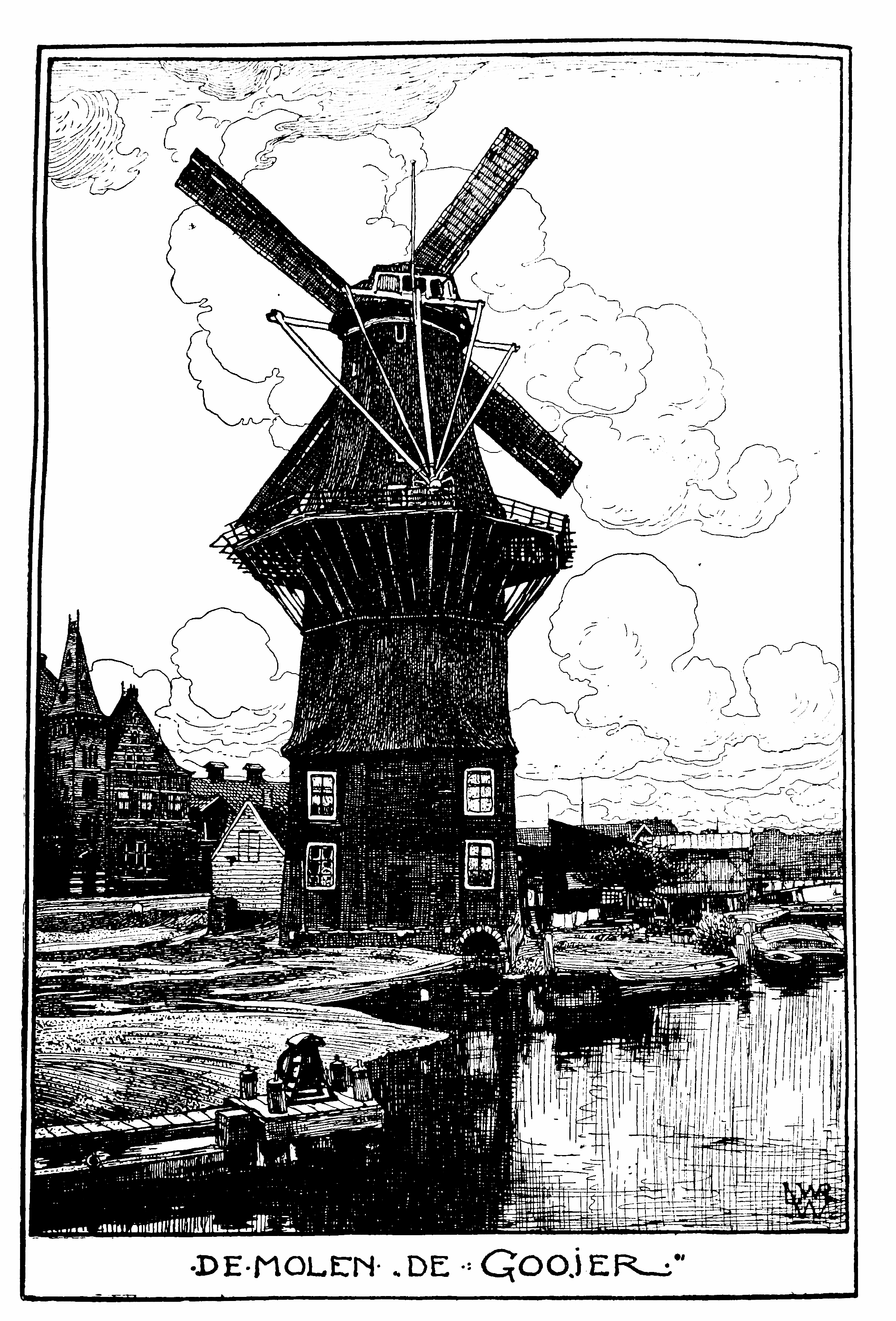
1900的风车, Ludwig Willem Reymert Wenckebach签字